# ميخائيل ماير (لاعب هوكي جليد)
ميخائيل ماير هو لاعب هوكي جليد إيطالي، ولد في 31 أغسطس 1956 في بولسانو في إيطاليا.

## وصلات خارجية
- ميخائيل ماير على موقع EliteProspects.com (الإنجليزية)
- ميخائيل ماير على موقع أوليمبيديا (الإنجليزية)